# Pelle Svanslös och den stora skattjakten
Pour plus de détails, voir Fiche technique et Distribution.
Pelle Svanslös och den stora skattjakten (littéralement « Pierre Sans-Queue et la grande chasse au trésor ») est un long métrage suédois réalisé par Mikael Ekman, sorti au cinéma en Suède en 2000. Il est adapté des romans pour la jeunesse de Gösta Knutsson mettant en scène le chat Pelle Svanslös. Il fait suite à la série télévisée Pelle Svanslös.

## Fiche technique
- Titre original : Pelle Svanslös och den stora skattjakten
- Titre français :
- Titre québécois :
- Réalisation :
- Scénario :
- Musique :
- Direction artistique :
- Décors :
- Costumes : Katja Watkins
- Photographie :
- Son :
- Montage :
- Production :
- Société(s) de production :
- Société(s) de distribution :
- Budget :
- Pays de production :
- Langue originale :
- Format :
- Genre :
- Durée :
- Dates de sortie :

## Distribution
- Björn Kjellman :  Pelle
- Cecilia Ljung : Maja
- Christer Fant : Elaka Måns
- Leif Andrée : Bill
- Göran Thorell : Bull
- Suzanne Ernrup : Gullan
- Brasse Brännström : Trisse
- Jonas Uddenmyr : Murre från Skogstibble
- Lena-Pia Bernhardsson : Maja Gräddnos mamma
- Peter Harryson : Pettersson
- Siw Malmkvist : Gammel-Maja
- Lars Dejert : Tusse Batong
- Krister Henriksson : Berättarrösten